# Romolo Catasta
Romolo Catasta (26 de marzo de 1923-17 de marzo de 1985) fue un deportista italiano que compitió en remo. Participó en los Juegos Olímpicos de Londres 1948, obteniendo una medalla de bronce en la prueba de scull individual.

## Palmarés internacional
| Juegos Olímpicos | Juegos Olímpicos      | Juegos Olímpicos  | Juegos Olímpicos |
| Año              | Lugar                 | Medalla           | Prueba           |
| ---------------- | --------------------- | ----------------- | ---------------- |
| 1948             | Londres (Reino Unido) | Medalla de bronce | Scull individual |